# Подоб
Подоб (словен. Podob) — поселення в общині Словенське Коніце, Савинський регіон, Словенія. Висота над рівнем моря: 284,1 м.